# Кристин Фиорото
Кристин Спаркс Фиорото (на английски: Christine Sparks Fiorotto) е много плодовита британска писателка на бестселъри в жанра романс. Пише под псевдонима Луси Гордън (на английски: Lucy Gordon) и е писала под псевдонима Пенелопе Стратън (Penelope Stratton) в жанра регентски романс.

## Биография и творчество
Кристин Спаркс е родена в Англия. От малка иска да стане писателка.
След дипломирането си започва да работи на британско списание за жени „What's On In London“, за което прави интервюта на известни мъже като сър Роджър Мур, сър Алек Гинес, Уорън Бийти, Ричард Чембърлейн, Чарлтън Хестън. Във връзка с работата си пътува много по света – в резерват с лъвове в Африка, с летящите линейки в отдалечените шотландските острови, по известните курорти на Ривиерата и игралните маси на Монте Карло.
Веднъж във Венеция среща висок, тъмнокос и красив мъж, който я кани на вечеря. Той се оказва 30-годишен художник, а чаровната вечер и разходката с гондола по Канал Гранде дава началото на тяхната връзка. След три месеца сключват брак. Живеят повече време в Англия и определени периоди във вила извън Венеция. Нямат деца.
След 13 години работа в списанието тя решава, че е дошло времето да започне да пише. Първият ѝ романс „Legacy of Fire“ е публикуван през 1984 г. На следваща година тя напуска работа в списанието и се отдава на писателската си кариера.
Оттогава тя е автор на над 100 произведения в романтичния жанр. През 1990 г. и 1997 г. е удостоена с престижната литературна награда „РИТА“ за романсите си „Song of the Lorelei“ и „His Brother's Child“, и има няколко други номинации за нея. През 2002 г. е удостоена с награда за цялостно творчество на списание „Romantic Times“.
Кристин Фиорото живее със съпруга си в Средна Англия.

## Произведения

### Самостоятелни романи
- Legacy of Fire (1984)
- Take All Myself (1984)
- Парижки нощи, The Judgement of Paris (1984)
- The Carrister Pride (1984)
- Enchantment in Venice (1985)
- Island of Dreams (1985)
- Virtue and Vice (1985)
- A Cold Hearted Man (1985)
- My Only Love, My Only Hate (1986)
- A Fragile Beauty (1987)
- A Pearl Beyond Price (1987)
- Just Good Friends (1987)
- Golden Boy (1987)
- Eagle's Prey (1987)
- For Love Alone (1988)
- A Night of Passion (1988)
- A Woman of Spirit (1988)
- A True Marriage (1989)
- Bought Woman (1989)
- Convicted of Love (1990)
- Song of the Lorelei (1990) – награда „РИТА“
- The Sicilian (1991)
- Outcast Woman (1992)
- Италианска връзка, Married in Haste (1993)
- Royal Harlot (1994)
- Uncaged (1994)
- Seduced by Innocence (1994)
- This Man and This Woman (1995)
- Two-faced Woman (1995)
- This Is My Child (1996)
- For the Love of Emma (1996)
- Rebel in Disguise (1996)
- His Brother's Child (1997) – награда „РИТА“
- Forgotten Fiancee (1997)
- Beauty and the Boss (1997) – най-добър романс на „Harlequin“ на годината
- The Diamond Dad (1998)
- Anything, Any Time, Any Place (1999)
- Tycoon for Hire (1999)
- Rico's Secret Child (1999)
- Taming Jason (1999)
- The Sheikh's Reward (2000)
- For the Sake of His Child (2000)
- For His Little Girl (2000)
- The Stand-In Bride (2000)
- A Convenient Wedding (2002)
- Princess Dottie (2002)
- His Pretend Wife (2002)
- The Monte Carlo Proposal (2004)
- The Italian's Rightful Bride (2005)
- Married Under the Italian Sun (2006)
- One Summer in Italy... (2006)
- The Millionaire's Christmas Wish (2007)
- The King's Bride (2008)
- The Italian's Christmas Miracle (2008)
- Christmas in Venice (2008)
- Veretti's Dark Vengeance (2009)
- A Winter Proposal (2011)
- The Loving Spirit (2012)
- The Unromantic Lady (2013)
- Not Just a Convenient Marriage (2014)
- Reunited with Her Italian Ex (2015)

### Серия „Италиански младоженци“ (Italian Grooms)
1. Wife by Arrangement (2001)
2. Husband by Necessity (2001)
3. Bride by Choice (2001) – най-добър романс на „Harlequin“ на годината

### Серия „Графовете на Калвани“ (Counts of Calvani)
1. The Venetian Playboy's Bride (2003)
2. The Italian Millionaire's Marriage (2003)
3. The Tuscan Tycoon's Wife (2003)
4. Wedding in Venice (2003)

### Серия „Италиански братя“ (Italian Brothers)
1. Rinaldo's Inherited Bride (2004)
2. Gino's Arranged Bride (2004)

### Серия „Братя Ринучи“ (Rinucci Brothers)
1. Wife and Mother Forever (2005)
2. Her Italian Boss's Agenda (2005)
3. The Wedding Arrangement (2006)
4. The Italian's Wife By Sunset (2007)
5. The Mediterranean Rebel's Bride (2006)
6. The Millionaire Tycoon's English Rose (2006)

### Серия „Диамантите са вечни“ (Diamonds Are Forever)
1. A Mistletoe Proposal (2010)
2. His Diamond Bride (2011)

### Серия „Фамилия Фалкон“ (Falcon Dynasty)
1. Rescued by the Brooding Tycoon (2011)
2. Miss Prim and the Billionaire (2012)
3. Plain Jane in the Spotlight (2012)
4. Falling for the Rebel Falcon (2013)
5. The Final Falcon Says I Do (2014)

### Серия „Наследството на Ларквил“ (Larkville Legacy)
1. The Secret That Changed Everything (2012)

### Участие в общи серии с други писатели

#### Серия „Тук идват младоженците“ (Here Come the Grooms)
- Once upon a Time (1986)

от серията има още 18 романа от различни автори

#### Серия „Мъж на месеца“ (Man of the Month)
- Нежност и ярост, Vengeance is Mine (1989)

от серията има още 86 романа от различни автори

#### Серия „Мъж на света“ (Man of the World)
2. On His Honor (1991)
от серията има още 5 романа от различни автори

#### Серия „Написано по звездите“ (Written in the Stars)
23. Heaven and Earth (1992)
от серията има още 22 романа от различни автори

#### Серия „Невероятни бащи“ (Fabulous Fathers)
- Instant Father (1993)

от серията има още 40 романа от различни автори

#### Серия „Простото е най-добро“ (Simply The Best)
- Daniel and Daughter (1997)

от серията има още 3 романа от различни автори

#### Серия „Територия на ергени“ (Bachelor Territory)
- Be My Girl! (1998)

от серията има още 5 романа от различни автори

#### Серия „Деца и целувки“ (Kids and Kisses)
- Farelli's Wife (1999)

от серията има още 18 романа от различни автори

#### Серия „Латински любовници“ (Latin Lovers)
- Christmas with a Latin Lover (2001) – с Лин Греъм и Пени Джордан

от серията има още 22 романа от различни автори

#### Серия „Може би бебе“ (Maybe Baby)
- The Pregnancy Bond (2002)

от серията има още ? романа от различни автори

#### Серия „Готови ли сте за бебе“ (Ready for Baby)
- The Italian's Baby (2003)

от серията има още 5 романа от различни автори

#### Серия „Сърце до сърце“ (Heart to Heart)
- A Family for Keeps (2005)
- The Italian's Cinderella Bride (2007)
- The Italian's Miracle Family (2008)

от серията има още 23 романа от различни автори

#### Серия „Горещо отмъщение“ (Red-Hot Revenge)
- The Italian's Passionate Revenge (2008)

от серията има още 14 романа от различни автори

#### Серия „Бебе на борда“ (Baby On Board)
- Italian Tycoon, Secret Son (2009)

от серията има още 23 романа от различни автори

#### Серия „Бягство по света“ (Escape Around the World)
- And the Bride Wore Red (2009)

от серията има още 6 романа от различни автори

#### Серия „Международни младоженци“ (International Grooms)
- Accidentally Expecting! (2009)

от серията има още 4 романа от различни автори

#### Серия „Гръцки магнати“ (Greek Tycoons)
- The Greek Tycoon's Achilles Heel (2010)

от серията има още 60 романа от различни автори

### Сборници (частично)
- „Целувка в коледната нощ“ в „Коледна магия“, Silhouette Christmas Stories 1993 (1993) – с Джоан Хол, Лиза Джаксън и Емили Ричардс
- Wedding Games (1998) – с Миранда Лий и Сали Уентуърт
- Blood Brothers (2000) – с Ан Макалистър
- Latin Lovers (2000) – с Лин Греъм и Пени Джордан
- Christmas with a Latin Lover (2001) – с Лин Греъм и Пени Джордан
- Making Babies (2001) – с Миранда Ли и Карол Мортимър
- Maybe Baby! (2002) – с Диана Хамилтън и Сюзън Нейпиър
- Mediterranean Millionaires (2003) – с Лин Греъм и Мишел Рийд
- Coming Home for Christmas (2003) – с Хелън Бианчин и Ребека Уинтърс
- Coming Home (2004) – с Хелън Бианчин и Ребека Уинтърс
- Claiming His Mistress (2004) – с Хелън Бианчин и Шарън Кендрик
- A Convenient Proposal (2004) – с Хелън Бианчин и Кейт Уокър
- Desert Princes (2007) – с Мишел Рийд и Александра Селърс
- Whose Baby? (2007) – с Каролин Андерсън и Джесика Харт

### Като Пенелопе Стратън

#### Самостоятелни романи
- Crown of Laurel: Waterloo Chronicles (1990)
- The Unromantic Lady (1996)
- The Devil's Bride (1997)
- The Loving Spirit (2001)